# Бранденбургские изыскания
«Бранденбургские изыскания» (нем. Märkische Forschungen) — фильм 1982 года производства ГДР режиссёра Роланда Грёфа, экранизация одноимённой повести Гюнтера де Бройна.

## Сюжет
Литературовед профессор Винфрид Менцель из Берлина вновь открыл для себя забытого немецкого поэта XIX века Макса фон Шведенова. Во время поездки в Бранденбург с целью сбора сведений о поэте, он случайно знакомится с местным учителем сельской школы Эрнстом Пётчем, страстно увлечённым творчеством поэта. Менцель вынужден признать, что Пётч очень много знает о поэте, и в своих дотошных изысканиях фактов биографии поэта ушёл гораздо дальше его. Он просит Пётча сотрудничать с ним в институте в Берлине, назначая его своим ассистентом. Пётч в восторге. Но вскоре между ними возникает разногласия: в ходе своего исследования Пётч обнаруживает свидетельства, которые ставят под сомнение революционный портрет поэта, составленный Менцелем в духе историко-идеологических установок, 600-страничная биографию поэта. Пётч доказывает, что в юности поэт работал на прусское правительство в качестве реакционного цензора, под разными именами, и идентичен Фридриху Вильгельму Массову, реакционному члену Высшей цензурной коллегии. Менцель хочет, чтобы Пётч проигнорировал этот факт биографии поэта, чтобы не подвергать опасности свою собственную работу. Поскольку Пётч настаивает на своих доказательствах, Менцель использует свое положение, чтобы дискредитировать Пётча. Пётч, однако, все ещё надеется, что последнее слово в этом деле останется за ним и историческая правда будет восстановлена.

## В ролях
- Курт Бёве — Винфрид Менцель, профессор, литературовед
- Герман Байер — Эрнст Пётч, учитель сельской школы
- Ютта Ваховяк — фрау Пётч
- Дитер Франке — Фриц
- Труде Бехман — Ома
- Эберхард Эше — Брадтке
- Марилу Пульман — фрау Эггенфельс
- Михаэль Гвиздек — Альбин
- Симона фон Цглиницки — фрау Унверлорен
- Хорст Шульце — Лепетит
- Гюнтер Шуберт — Штемигер
- Христа Лёзер — фрау Сегебрехт
- Барбара Диттус — фрау Менцель
- Хильмар Бауман — министр Фриц
- Дорис Тальмер — фрау Спессбаух
- Иоахим Томашевски — историк

## Литературная и реальная основы
Фильм снят по одноимённой повести Гюнтера де Бройна, вышедшей в 1978 году.
В переводе Евгении Кацевой на русский язык повесть впервые была опубликована в 1982 году в № 1 журнала «Иностранная литература»
Повесть имеет реальную автобиографическую основу — у Гюнтера де Брюйна были аналогичные разногласия по содержанию с Вольфгангом Харихом в 1974 году. Тот написал 600-страничную биографию поэта Жана Поля (Рихтера), в русле официальной революционной историографии ГДР. Гюнтер де Брюйн не согласился с результатами исследований, в большей степени учитывавших идеологические установки, чем реальные исторические связи и факты биографии поэта, и в 1975 году опубликовал свою версию биографию поэта.

## Прокат в СССР
Фильм озвучен на киностудии «Ленфильм» в 1982 году, в кинопрокате СССР с 8 июля 1983 года.

## Критика
Рената Холланд-Мориц назвала фильм в сатирическом журнале «Eulenspiegel» увлекательной трагикомедией, полностью полагающейся на удачу и харизму актёров. Герман Бейер наделил учителя сельской школы Петча всеми нюансами застенчивого, чуждого миру, скупого, но самоуверенного эгоиста, не склонного к тщеславию и модному цинизму, но не лишенного сектантской одержимости.
Клаус Вишневски в журнале «Film und Fernsehen» писал, что фильм больше представляет повествовательную историю, не содержит проблемной полемики, но отметил очень энергичный и индивидуальный актёрский состав, который дал захватывающее ансамблевое исполнение.

## Награды
В 1982 году на 2-м Национальном фестивале художественных фильмов в Карл-Маркс-Штадте ГДР Дитер Адам получил премию за сценографию; Герман Бейер был признан лучшим исполнителем главной роли.